# アンネリーゼ
アンネリーゼ (Anneliese) はドイツ語圏の女性の複合名。ドイツ語発音: [ˈanəˌliːzə]

## 名前の由来と意味
ヘブライ語で「恩寵」を意味する語に由来する名アンナと、ヘブライ語で「神は私の誓い」を意味する語に由来する名エリザベトの短縮形リーゼまたはルイゼが複合した名。

### 複合名の普及
ドイツでは19世紀後半に複合名が流行し、特に1930年代から1950年代にかけてはポピュラーであった。

## 聖名祝日
1月4日、7月25日、11月19日、11月26日。

## 有名人
- アンネリーゼ・ミシェル
- アンネリーゼ・ローテンベルガー

## 他の用法
- アンネリーゼはハンス＝アルノ・ジーモンの歌の名前としても知られている。
- アンネリーゼ (小惑星)は天文学者の友人にちなんで命名された小惑星。

## バリエーション
- Annelies
- Annlies
- Annalisa (イタリアでの形)